# Radiovaldo Costa
Radiovaldo Costa Santos (Alagoinhas, 19 de março de 1966) é um sindicalista e político brasileiro filiado ao Partido dos Trabalhadores (PT), foi vereador de Alagoinhas, sua cidade natal, por 3 mandatos, nas Eleições de 2022 concorreu ao cargo de Deputado Estadual da Bahia, alcançando a 3° suplência.
Em Junho de 2024 foi empossado no cargo. Radiovaldo assumiu a cadeira da deputada Neusa Cadore, que assumiu a titularidade da Secretaria de Políticas para as Mulheres da Bahia.